# 米森麻美
米森 麻美（よねもり まみ、本名：鈴木 麻美、旧姓：米森）、1967年3月18日 - 2001年9月16日）は、日本テレビの元アナウンサー。

## 来歴・人物
愛知県名古屋市生まれ。小学生から高校にかけ父親の米国赴任によりシアトルやロサンゼルスで暮らす。帰国後、国際基督教大学高等学校、上智大学外国語学部英語学科卒業。大学時代に、女子大生キャスターとして日本テレビの「ルンルンあさ6生情報」に週一回レギュラー出演していたことがあった。在学中にミスソフィアに輝いている。
1989年、日本テレビ入社。「NNNきょうの出来事」でお天気コーナーを担当していた。英語で書かれたファンレターに感激し英語で返事を出したこともある。
バラエティー番組「とんねるずの生でダラダラいかせて!!」でアシスタント役を務め、番組内では進行役の福澤朗から「よねっぺ」と呼ばれていた。
1992年～1993年、永井美奈子と藪本雅子（共に現在はフリー）両アナウンサーと結成したユニット「DORA」で活動。
1994年、味の素を興した鈴木三郎助の玄孫で、ゴールドマン・サックス証券の当時の名誉会長の息子・晃と結婚。1995年、同社退社。その後は、フリーとして活動。
2001年9月、第一子となる長男出産の約3週間後に急逝。34歳没。身内だけで葬儀・告別式が営まれた。死因などの詳細に関しては家族の意向で公表されていない。

## 出演
- とんねるずの生でダラダラいかせて!!
- 今夜のサスペンス（1989年10月～1990年9月担当、当日の火曜サスペンス劇場の話のさわりを紹介）
- ルックルックこんにちは（1991年4月～1995年3月。また2001年3月30日の最終回には歴代司会者として登場）